# PoV (Album)
PoV (für Point of View) ist der erste Konzertfilm auf Video und das zweite Videoalbum insgesamt des englischen Singer-Songwriters und Rock-Musikers Peter Gabriel, das erstmals 1990 von Virgin Music Video veröffentlicht wurde und dessen Aufnahmen bei drei Konzerten der This Way Up Tour im Jahr 1987 im Amphitheater auf dem Lykabettus in Athen entstanden sind.

## Veröffentlichung
Im Jahr 1990 erschien die Video-Aufnahme der drei Konzerte erstmals auf VHS und Laserdisc. Im Jahr 2012 wurde eine erweiterte und restaurierte Version des Films unter dem Namen Live in Athens 1987 in die Sonderausgabe zum 25. Jubiläum von Gabriels Album So aufgenommen und am 16. September 2013 auch getrennt auf DVD, Blu-ray sowie als Download veröffentlicht. Am 16. Oktober 2020 wurde Live in Athens 1987 auch als Audio-Album veröffentlicht.

## Entstehung
Bei PoV wurden Aufnahmen des Konzertes mit einer Reportage und einem Blick hinter die Kulissen kombiniert. Regie bei Gabriels „Standpunkt“ führte Hart Perry. Ergänzt wurden die Konzertaufnahmen mit 8-mm-Filmmaterial, das Gabriel selbst unterwegs, im Aufnahmestudio und zu Hause aufgenommen hatte. Im Gegensatz dazu wurde das Konzertmaterial professionell aufgenommen. Martin Scorsese fungierte als leitender Produzent und Michael Chapman, Scorseses Kameramann bei dem Spielfilm Wie ein wilder Stier (Raging Bull), als Filmregisseur. In der Neuausgabe wurde das 8-mm-Filmmaterial komplett entfernt und das Set von Youssou N’Dour als Vorgruppe eingefügt.

## Titelliste
Alle Lieder wurden von Peter Gabriel geschrieben, außer This is the Picture (Excellent Birds), das von Peter Gabriel gemeinsam mit Laurie Anderson geschrieben wurde.
1. This is the Picture (Excellent Birds)
2. San Jacinto
3. Shock the Monkey
4. Games Without Frontiers
5. No Self Control
6. Mercy Street
7. Sledgehammer
8. Solsbury Hill
9. Lay Your Hands on Me
10. Don’t Give Up
11. In Your Eyes
12. Biko

## Mitwirkende

### Musiker

#### Hauptmusiker
- Peter Gabriel – Gesang, Keyboards, Vogelstimmen, Perkussion, Marimba
- Manu Katché – Schlagzeug
- Tony Levin – Bassgitarre, Keyboards, Begleitgesang
- David Rhodes – E-Gitarre, Begleitgesang
- David Sancious – Keyboards

#### Gastmusiker
- Le Super Étoile de Dakar – Gastmusiker (auf In Your Eyes)
- Youssou N’Dour – Gastsänger, Marimba (auf In Your Eyes)

### Technische Unterstützung
- Laurie Anderson – Songwriterin (This is the Picture (Excellent Birds) unter dem Titel Excellent Birds)
- David Bottrill – Mixing
- Michael Chapman – Filmregisseur (Konzertmaterial)
- Peter Gabriel – Songwriter
- Kevin Killen – Mixing
- Dana Heinz Perry – Filmproduzentin (Postproduktion)
- Sandy Lieberson (Sanford Lieberson) – Filmproduzent
- Hart Perry – Filmregisseur (Heimvideo), Postproduktion
- Peter Saville Associates – Cover-Design
- Martin Scorsese – Leitender Produzent